# Widłorogowate
Widłorogowate (Antilocapridae) – rodzina ssaków z podrzędu przeżuwaczy (Ruminantia) w obrębie rzędu parzystokopytnych (Artiodactyla) występująca wyłącznie w Ameryce Północnej.

## Morfologia
Wyróżniają się rozwidlonymi rogami, których kostne możdżenie pokryte są pochwą rogową zmienianą corocznie po okresie godowym. Widłorogi przypominają budową antylopy, często nazywane są antylopami widłorogimi. Wzór zębowy: I {\displaystyle {\tfrac {0}{3}}} C {\displaystyle {\tfrac {0}{1}}} P {\displaystyle {\tfrac {3}{3}}} M {\displaystyle {\tfrac {3}{3}}} = 32.

## Podział systematyczny
Do rodziny należy jedna występująca współcześnie podrodzina:
- Antilocaprinae J.E. Gray, 1866

Opisano również podrodzinę wymarłą:
- Cosoryginae Cope, 1887